# Grenville-sur-la-Rouge
Grenville-sur-la-Rouge (AFI: /ɡʁɛn.vil.syʁ.la.ʁuʒ/), antiguamente Grenville y Calumet, es un municipio perteneciente a la provincia de Quebec en Canadá. Está ubicado en el municipio regional de condado (MRC) de Argenteuil en la región administrativa de Laurentides.

## Geografía

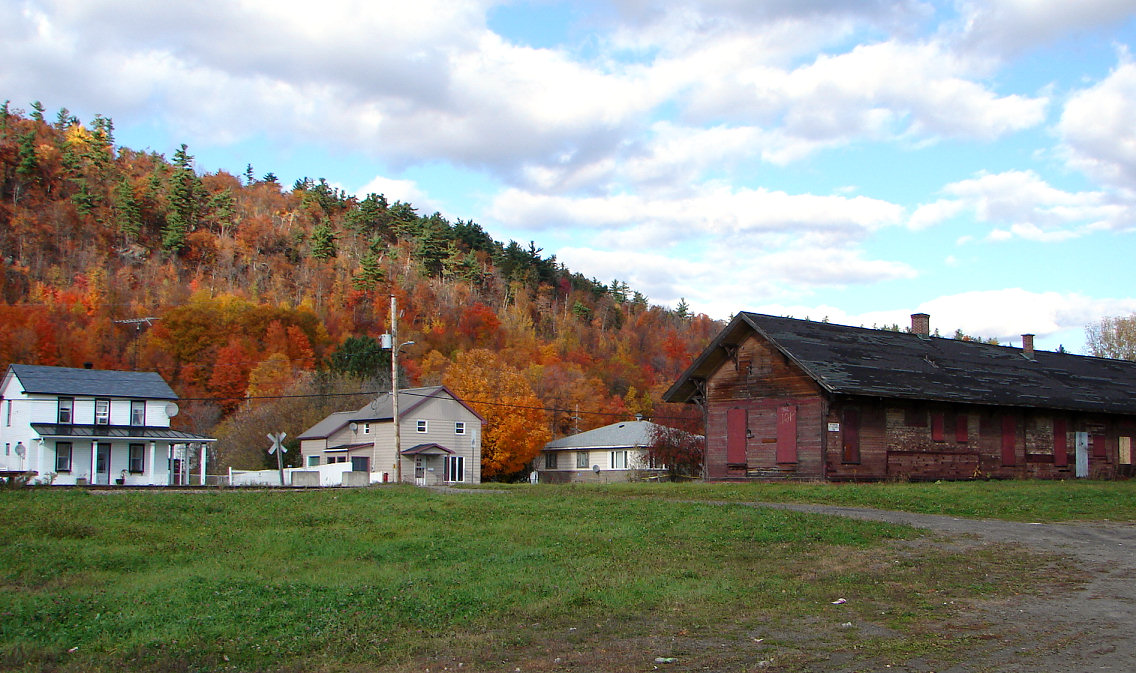
Estación de Calumet

Grenville-sur-la-Rouge se encuentra en la orilla norte del río Outaouais, entre Montreal y Ottawa, 30 kilómetros al oeste de Lachute, chef-lieu de Argenteuil. Limita al oeste con Fassett y Notre-Dame-de-Bonsecours, al norte con Harrington, al noreste con Wentworth-Nord, al este con Brownsburg-Chatham, al sur con Grenville y el Outaouais. En la orilla opuesta están ubicados Alfred y Plantagenet, Champlain, Hawkesbury y Hawkesbury Este en la provincia vecina de Ontario. Su superficie total es de 329,12 km², de los cuales 313,25 km² son tierra firme. Los ríos Rouge y Calumet, afleuntes del Outaouais, bañan el territorio.

## Urbanismo
Las poblaciones locales son Calumet, Grenville Bay, Marelan y Pointe-au-Chêne. La autoroute de l'Outaouais ( A 50 ) une Grenville-sur-la-Rouge a Gatineau, capital de Outaouais al oeste, y a Saint-Jérôme, capital de Laurentides al este. La carretera  QC 148  bordea el Outaouais hacia Fassett al oeste y se dirige al este en la planicie hacia Lachute. El chemin Scott ( QC 344 ) es una carretera nacional que va a Grenville y Hawkesbury al sur para el puente du Long-Sault. La route des Outaouais ( QC 344  este) es una carretera colectora bordeando el Outaouais hacia Saint-André-d'Argenteuil.

## Historia
Antes de la arriba de los franceses, los algonquinos frecuentaban la confluenza del río del Gran Espíritu (rivière Rouge). En 1808, el cantón de Grenville fue creado. Su nombre honra George Grenville, primer ministro de Reino unido. La oficina de correos de Grenville abrió en 1819. La parroquia de Notre-Dame-des-Sept-Douleurs fue fundada en 1839. El municipio de cantón de Grenville fue instituido en 1845, abolido en 1847 y recreado en 1855. La población de Calumet se desarrolló debido a la venida del ferrocarril y la explotación de un aserradero. En 1876, el municipio de pueblo de Grenville fue creado por separación del municipio de cantón. La oficina de correos de Eden Dale abrió en 1878 en el pueblo de Calumet; su nombre fue cambiado en 1887 por el de Calumet. En 1898, la parroquia católica de Saint-Ludger fue creada en Calumet. Una mina de magnesita fue operada entre 1907 y 1945 en Calumet. El municipio de pueblo de Calumet fue creado en 1918. El municipio actual de Grenville-sur-la-Rouge fue instituido en 2002 por fusión de los municipios de cantón de Grenville y de pueblo de Calumet. los dos antiguos fueron cambiados para arrondissements.

## Política
Grenville-sur-la-Rouge está incluso en el MRC de Argenteuil. Se divide en dos arrondissements que son Calumet y Grenville. El consejo municipal está compuesto por seis consejeros sin división territorial. El alcalde actual (2015) es John Saywell.
|            | 2005-2009                                                                                          | 2009-2013                                                                                                  | 2013-2017 |
| Alcalde    | H. Gary Cowan                                                                                      | Jean-Marc Fillion* (2009-2010) John Saywell (2011-2012) Diane Monette (2012-2013) Michel Brosseau** (2013) | John Saywell                                                                                                  |
| Consejeros | Michel Brosseau Gilles Drouin Paul-André Gauthier Mike MacTavish Diane Monette Teresa Ogle-Foreman | Noël F. Baril Alain Carrière Daniel Gauthier Pierre Lessard Diane Monette Teresa Ogle-Foreman              | Claude Cadieux Robert D'Auzac Daniel Gauthier Louise Gorman** Sébastien Gros Raymond Larose* Michel Perreault |

* Al inicio del termo pero no al fin.  ** Al fin del termo pero no al inicio.
El territorio de Grenville-sur-la-Rouge está ubicado en la circunscripción electoral de Argenteuil a nivel provincial y de Argenteuil—La Petite-Nation a nivel federal (Argenteuil—Papineau—Mirabel antes de 2015).

## Demografía
Según el censo de Canadá de 2011, Grenville-sur-la-Rouge contaba con 2746 habitantes. La densidad de población estaba de 8,7 hab./km². Entre 2006 y 2011 hubo una adición de 25 habitantes (0,9 %). En 2011, el número total de inmuebles particulares era de 1899, de los cuales 1248 estaban ocupados por residentes habituales, otros siendo en mayor parte residencias secundarias.
Evolución de la población total, 1991-2015